# 呂大忠
呂大忠（？—？），字進伯。京兆藍田人，北宋政治人物。

## 生平
與弟呂大防、呂大鈞、呂大臨，稱藍田呂氏四賢，程頤稱：“呂進伯可愛，老而好學，理會直是到底”。皇祐進士，初為陝西華陰縣尉，後任山西晉城縣令。升秘書丞，兼任定國軍的軍事判官。遷河北轉運判官、陝西轉運副使，官至寶文閣直學士，元佑二年（1087年），任陝西運轉副使期間，將《石台孝經》、《開成石經》及碑石移至西安碑林。熙宁九年（1076年）吕大忠四兄弟訂有《蓝田吕氏乡约》。晚年與章惇等不合，徙知同州（今陝西大荔縣）。又降待制，後致仕，不久卒。著有辋川集五卷，及奏议十卷。